# Lee Jae-yong
Lee Jae-yong(hangul: 이재용; hanja: 李在鎔; Seul, 23 de junho de 1968), conhecido profissionalmente no Ocidente como Jay Y. Lee, é um magnata sul-coreano e presidente da Samsung Electronics. Ele é o único filho de Hong Ra-hee e Lee Kun-hee, presidente da Samsung até sua morte em 2020, e é o sucessor de seu pai. Lee é fluente em coreano, inglês e japonês. Em setembro de 2021, estima-se que Lee possua US $ 11 bilhões, tornando-o a quarta pessoa mais rica da Coreia do Sul. Em janeiro de 2021, Lee foi impedido de participar de grandes negócios da Samsung depois que voltou a cumprir pena de prisão por suborno e peculato. Ele foi perdoado em agosto de 2022 e será reintegrado em seu cargo na Samsung. Em outubro de 2022, foi anunciado que Lee foi nomeado presidente executivo.
Em 2014, Lee foi nomeado a 35ª pessoa mais poderosa do mundo e o coreano mais poderoso pela lista da Forbes Magazine das pessoas mais poderosas do mundo junto com seu pai.

## Vida Pessoal
Jae-yong nasceu em Seul, Coréia do Sul para Lee Kun-hee. Ele frequentou a Kyungbock High School. Ele recebeu seu bacharelado em história do leste asiático pela Universidade Nacional de Seul e seu MBA pela Universidade Keio, ele frequentou a Harvard Business School por cerca de cinco anos em busca de um diploma de Doutor em Administração de Empresas, mas não se formou.
Lee raramente é visto em público e evita publicidade. Ele tem duas irmãs mais novas, Lee Boo-jin e Lee Seo-hyun, e era o irmão mais velho da falecida Lee Yoon-hyung. Ele é primo do presidente do Grupo CJ, Lee Jay-hyun, e do CEO do Grupo Shinsegae, Chung Yong-jin.
Lee tem um filho (nascido em 1997) e uma filha (nascido em 2004) com sua ex-esposa Lim Se-ryung, de quem se divorciou em 2009. Lee gosta de golfe e equitação.

## Carreira na Samsung
Jae-yong começou a trabalhar para a Samsung em 1991. Ele começou a atuar como Vice-Presidente de Planejamento Estratégico e depois como "Chief Customer Officer", um cargo de gestão criado exclusivamente para Lee. Suas perspectivas para a futura liderança da empresa diminuíram quando seu pai Kun-hee deixou o cargo de presidente devido à evasão fiscal. Em dezembro de 2009, no entanto, suas perspectivas de sucessão foram revividas quando Lee se tornou o diretor de operações da Samsung Electronics. Desde dezembro de 2012, ele é vice-presidente da Samsung. Ele é um dos principais acionistas da subsidiária de serviços financeiros da Samsung, possuindo 11% da Samsung SDS. Ele foi descrito como tendo "sido preparado para assumir a empresa da família".

### Condenação criminal e perdão
Em janeiro de 2017, promotores especiais da promotoria sul-coreana acusaram Lee de suborno, peculato e perjúrio. Lee foi interrogado por mais de 22 horas. As acusações vieram como parte de um "vasto caso de tráfico de influência" que levou ao impeachment da presidente sul-coreana Park Geun-hye no mês anterior. Lee foi acusada de subornar a presidente Park Geun-hye e sua amiga Choi Soon-sil.
Um pedido inicial de mandado de prisão foi rejeitado pelo Tribunal Distrital Central de Seul em meados de janeiro de 2017. Em fevereiro de 2017, Lee foi formalmente indiciado, e preso após o julgamento de Seul. Tribunal Distrital Central emitiu um mandado. Lee foi acusado de "oferecer US$ 38 milhões em subornos a quatro entidades controladas por um amigo do então presidente Park Geun-hye, incluindo uma empresa na Alemanha criada para apoiar o treinamento equestre para a filha de um dos amigos de Park, Choi Soon-sil " e "Os promotores alegaram que os subornos foram oferecidos em troca de ajuda do governo com uma fusão que fortaleceu o controle de Lee sobre a Samsung em um momento crucial para organizar uma transição suave de liderança depois que seu pai adoeceu". Após sua prisão, a Samsung admitiu fazer contribuições para duas fundações sem fins lucrativos supostamente controladas por Choi e sua empresa com sede na Alemanha, mas negou que tais contribuições estivessem relacionadas à fusão de 2015. Um porta-voz da Samsung disse: "Faremos o nosso melhor para garantir que a verdade seja revelada em futuros processos judiciais".
O caso atraiu a atenção do público sul-coreano; a opinião pública se voltou contra os chaebols, cuja influência na sociedade enfureceu muitos.
Lee foi considerado culpado em cada acusação por um painel de três juízes do Tribunal Distrital Central de Seul em agosto de 2017 e foi condenado a cinco anos de prisão. (Os promotores pediram uma sentença de 12 anos). Em fevereiro de 2018, o Supremo Tribunal de Seul reduziu sua sentença de prisão para 2,5 anos e suspendeu sua sentença de prisão levando à libertação de Lee após um ano de prisão detenção. Posteriormente, a Suprema Corte da Coreia do Sul enviou o caso de volta ao Supremo Tribunal de Seul, que realizou um novo julgamento. Em janeiro de 2021, Lee foi condenado a dois anos e seis meses de prisão pelo Supremo Tribunal de Seul, que o considerou "culpado de suborno, peculato e ocultação de produtos criminais" no valor de cerca de 8,6 bilhões de won coreanos (7,8 milhões de dólares americanos, £ 5,75 milhões de libras esterlinas) e descobriu que o comitê de conformidade independente da Samsung, estabelecido em 2020 ainda não era totalmente eficaz,  Lee foi reenviado à prisão.
Em meados de 2021, a Câmara de Comércio dos Estados Unidos, um grupo de lobby de empresas americanas, juntou-se a grupos empresariais coreanos para instar o presidente a perdoar Lee, argumentando que o executivo bilionário pode ajudar a fortalecer os esforços do presidente dos EUA, Joe Biden, para acabar com a dependência americana de computadores e chips produzidos no exterior em meio à escassez global de chips. Lee foi libertado em liberdade condicional do Centro de Detenção de Seul em Uiwangem 13 de agosto de 2021; o governo sul-coreano argumentou que a liberação era de interesse nacional. Suas condições de liberdade condicional incluíam restrições comerciais por cinco anos e exigia permissão antes de viajar para fora da Coreia do Sul. Ao sair da prisão, Lee se desculpou, curvando-se aos repórteres e dizendo: "Eu causei muita preocupação para as pessoas, peço desculpas profundamente, estou ouvindo as preocupações, críticas, preocupações e grandes expectativas para mim. Eu vou trabalhar duro."
Em agosto de 2022, o presidente Yoon Suk-yeol concedeu perdão a Lee, citando a importância da Samsung para a economia; o perdão abriu a porta para Lee assumir a liderança do conglomerado.

## Condenação por drogas
Em 26 de outubro de 2021, Lee foi condenado por usar ilegalmente o anestésico médico propofol várias vezes entre 2015 e 2020 em uma clínica de cirurgia plástica, este anestésico é o mesmo que levou a morte o cantor Michael Jackson em 2009. Lee foi condenado a pagar uma multa de 70 milhões de won (US$ 60.055).

### Estilo de gestão
De acordo com um artigo da Reuters, Lee é conhecido por sua determinação "fria" e comportamento educado e quieto. Lee é conhecido por responder pessoalmente a e-mails e assume uma atitude despreocupada com os repórteres. Em agosto de 2021, o Korea Herald informou que Lee manteve seu título de "vice-presidente" da Samsung, apesar de não receber salário ou ser registrado como executivo em conformidade com sua proibição de trabalho.